# Communauté économique européenne
Pour les articles homonymes, voir CEE.
La Communauté économique européenne (CEE) est une ancienne organisation supranationale créée en 1957 pour mener une intégration économique (dont le marché commun) entre l'Allemagne, la Belgique, la France, l'Italie, le Luxembourg et les Pays-Bas.
Elle connaît des élargissements pour inclure douze États (soit six de plus). À partir de 1967, les institutions de la Communauté économique européenne dirigeaient la Communauté européenne du charbon et de l'acier (CECA) et la Communauté européenne de l'énergie atomique (désignées alors Communautés européennes). Quand l'Union européenne est créée le 1er novembre 1993, la CEE devient la Communauté européenne (CE), un des trois piliers de l'Union européenne. Avec la fin de la structure en piliers en 2007, les institutions de la CEE perdurent en tant qu'institutions de l'Union.

## Histoire et évolution des années 50 à nos jours

### Contexte
En 1951, la signature du traité de Paris créa la Communauté européenne du charbon et de l'acier (CECA). Il s'agissait d'une communauté internationale basée sur le supranationalisme et les lois internationales, dont le but était de soutenir l'économie de l'Europe et d'empêcher une guerre future par l'intégration de ses membres.
Dans le but de créer une Europe fédérale deux autres communautés furent proposées : la Communauté européenne de défense (CED) et la Communauté politique européenne (CPE). Tandis que le traité pour cette dernière était rédigé par le Parlement européen, la chambre parlementaire de la CECA, la CED fut rejetée par le Parlement français le 30 août 1954. Le Président Jean Monnet démissionna de la Haute Autorité en signe de protestation et commença à travailler sur des communautés alternatives, basées sur l'intégration économique plutôt que l'intégration politique. Après la conférence de Messine en 1955, Paul-Henri Spaak eut la tâche de préparer un rapport sur l'idée d'union douanière. Le rapport Spaak fut la première pierre menant aux négociations intergouvernementales à Val Duchesse en 1956 ce qui, avec le rapport Ohlin, jeta les bases du traité instituant la Communauté économique européenne.
En 1956, Paul-Henri Spaak mena la conférence intergouvernementale pour le Marché commun et l'Euratom au château de Val Duchesse, préparant la conférence conduisant à la signature, le 25 mars 1957, du traité de Rome instituant la CEE. Celle-ci prend corps le 1er janvier suivant.

### Fondation et premières années
Les communautés naissant à la suite de la signature du traité de Rome étaient la Communauté économique européenne (CEE) et la Communauté européenne de l'énergie atomique (CEEA), plus connue sous le nom d'Euratom. Ces dernières avaient un niveau de supranationalité inférieur aux précédentes en raison des protestations de certains pays à propos de leur souveraineté. La première réunion formelle de la Commission Hallstein eut lieu le 16 janvier 1958 au château de Val Duchesse. La CEE permettrait la création d'une union douanière tandis que l'Euratom devait promouvoir la coopération dans l'énergie nucléaire. La CEE devint rapidement la plus importante et étendit ses activités. L'un des premiers résultats significatifs de la CEE fut l'établissement de niveaux communs des prix pour les produits agricoles en 1962. En 1968, les droits de douane à l'intérieur de la communauté furent supprimés sur certains produits.
Une autre crise a été déclenchée par les propositions concernant le financement de la politique agricole commune, qui est entrée en vigueur en 1962. La période transitoire durant laquelle les décisions étaient prises à l'unanimité prenait fin et le vote à la majorité avait pris effet au Conseil. Ensuite l'opposition du président français Charles de Gaulle au supranationalisme conduisit à la politique de la chaise vide qui fut résolue par le compromis de Luxembourg. Ce dernier, datant du 29 janvier 1966, par le biais d'un gentlemen's agreement, permit d'utiliser le droit de veto dans des domaines d'intérêt national,.
En 1967 le traité de fusion prit effet, ce qui fit fusionner les institutions de la CECA et de l'Euratom dans celles de la CEE, bien que les trois communautés partageassent déjà l'Assemblée parlementaire et la Cour de justice. Ensemble, elles étaient appelées Communautés européennes. Malgré cette fusion, chaque communauté possédait encore une personnalité propre. Les traités suivants garantirent de nouveaux pouvoirs aux communautés au-delà du seul domaine économique. Ils augmentèrent ainsi l'intégration politique en une Europe unie et pacifiée que Mikhaïl Gorbatchev décrivait comme une maison commune européenne.
Quelques années après la CEE, selon le même processus d'unification de peuples et de nations, l’Organisation de l'unité africaine (OUA) est fondée en 1963, regroupant initialement 32 États.

### Élargissement et élections

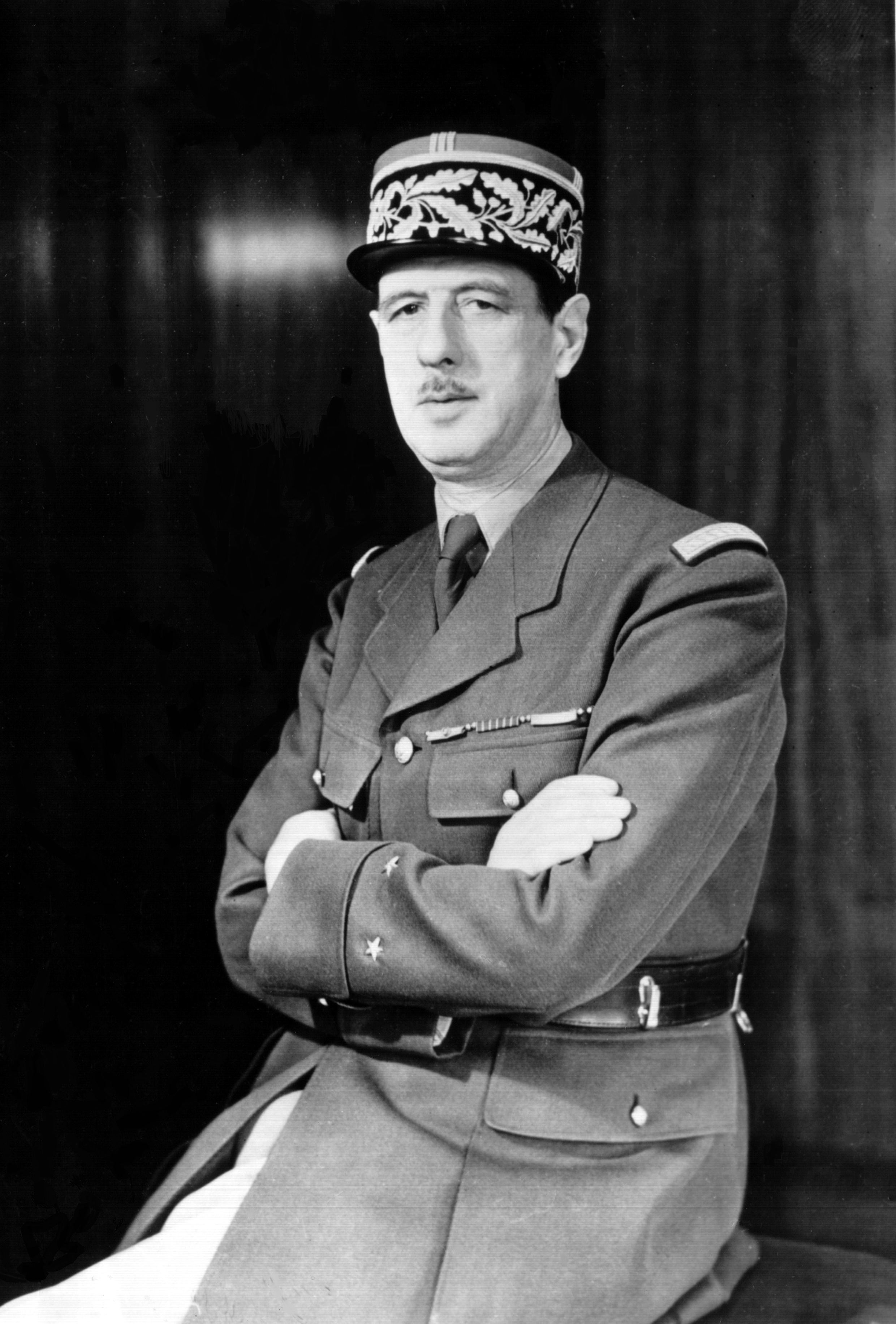
Charles de Gaulle utilisa son droit de veto à l'entrée du Royaume-Uni dans les communautés.

Le 1er janvier 1973, trois États se joignent à la Communauté économique européenne (CEE) : Royaume-Uni, Irlande et Danemark. Cette adhésion fait suite à la signature par quatre pays le 22 janvier 1972, à Bruxelles, en Belgique, du Traité permettant le premier élargissement de la CEE. La Norvège y a renoncé conformément à la volonté populaire exprimée contre son premier ministre, Trygve Bratteli, lors d'un référendum le 25 septembre 1972 s'opposant à l'adhésion par 53,5% des voix.
Le président Charles de Gaulle voyant l'entrée du Royaume-Uni comme un cheval de Troie américain avait utilisé son droit de veto à l'adhésion du Royaume-Uni, conformément à son discours du 23 janvier 1963. Georges Pompidou lui ayant succédé en juin 1969 à la présidence, le veto fut levé, et quatre pays font une nouvelle demande d'adhésion le 11 mai 1967. Les négociations commencent en 1970 sous le gouvernement britannique pro-européen d'Edward Heath, qui devait subir des désaccords concernant la politique agricole commune et les relations entre le Royaume-Uni et le Commonwealth of Nations. Néanmoins, deux ans après que les traités d'adhésion eurent été signés, ces pays entrèrent dans la communauté, à l'exception de la Norvège qui avait rejeté l'adhésion par référendum.
Le traité de Rome statuait que le Parlement européen devait être élu au suffrage direct ; toutefois ceci nécessita un accord du Conseil sur le système de vote. Le conseil remit ceci à plus tard et le Parlement resta sous le principe de nomination.
Le Parlement fit pression pour des accords et le 20 septembre 1976 le Conseil tomba d'accord sur une partie des instruments nécessaires aux élections, certain détails restent différents aujourd'hui encore. Durant la présidence de Jenkin, en juin 1979, les élections se tinrent dans tous les États membres (voir Élections européennes de 1979).
Peu après son élection, le Parlement devint la première institution communautaire à proposer que la communauté adopte le drapeau européen. Le Conseil européen donna son accord et la Communauté adopta ses symboles en 1984.

### Vers Maastricht

Les élargissements, de 1957 à 2013 :
élargissement de la communauté
après 1993

La Grèce déposa sa demande d'adhésion le 12 juin 1975, après la restauration de la démocratie, et entra dans la communauté le 1er janvier 1981. Suivant la Grèce, et après la restauration de la démocratie, l'Espagne et le Portugal firent leur demande d'adhésion aux communautés en 1977 et y entrèrent ensemble le 1er janvier 1986. En 1987 la Turquie devint officiellement candidate à l'adhésion ce qui marqua le début du plus long processus d'adhésion d'un pays.
Avec les projets de futurs élargissements, et le désir d'augmenter les domaines de coopération, l'Acte unique européen fut signé par les ministres des Affaires étrangères les 17 et 28 février 1986 respectivement à Luxembourg et à La Haye. Ce document a entraîné des réformes institutionnelles, une extension des pouvoirs, de la coopération en politique étrangère et le marché unique. Il prit effet le 1er juillet 1987. L'acte a été influencé par les travaux de ce qui deviendra le traité de Maastricht, qui a été accepté le 10 décembre 1991, ratifié l'année suivante, et qui prit effet le 1er novembre 1993 établissant l'Union européenne.

### Au sein de l'Union européenne
L'Union européenne a absorbé la CEE comme l'un des trois piliers. Les domaines de compétences de la CEE devinrent le pilier dénommé Communauté européenne, continuant à suivre la structure supranationale de la CEE. Les institutions de la CEE devinrent celles de l'UE, certaines changeant leur nom en conséquence. Toutefois, la Cour, le Parlement et la Commission avaient des apports limités dans les nouveaux piliers, puisqu'ils répondent plus à une logique intergouvernementale que la Communauté européenne. L'entrée en vigueur du traité de Lisbonne le 1er décembre 2009 a mis fin à cette structure en pilier.

### Chronologie
| Signature Entrée en vigueur Nom du traité | 1948 Traité de Bruxelles                                      | 1951 1952 Traité CECA                             | 1954 1955 Accords de Paris                            | 1957 1958 Traité de Rome (TCEE) Traité Euratom        | 1965 1967 Traité de fusion                            | 1975 1976 institution officieuse    | 1986 1987 Acte unique européen | 1992 1993 Traité de Maastricht (TUE et TCE) | 1992 1993 Traité de Maastricht (TUE et TCE) | 1997 1999 Traité d'Amsterdam (TUE et TCE) | 2001 2003 Traité de Nice (TUE et TCE) | 2007 2009 Traité de Lisbonne (TUE et TFUE) | 2007 2009 Traité de Lisbonne (TUE et TFUE) |  |  |  |  |  |  |  |  |
|                                           |                                                               |                                                   |                                                       |                                                       |                                                       |                                     |                                |                                             |                                             |                                           |                                       |                                            |                                            |  |  |  |  |  |  |  |  |
| Les trois piliers de l'Union européenne   |                                                               |                                                   |                                                       |                                                       |                                                       |                                     |                                |                                             |                                             |                                           |                                       |                                            |                                            |  |  |  |  |  |  |  |  |
| Communautés européennes                   |                                                               |                                                   |                                                       |                                                       |                                                       |                                     |                                |                                             |                                             |                                           |                                       |                                            |                                            |  |  |  |  |  |  |  |  |
|                                           | Communauté européenne de l'énergie atomique (Euratom)         |                                                   |                                                       |                                                       |                                                       |                                     |                                |                                             |                                             |                                           |                                       |                                            |                                            |  |  |  |  |  |  |  |  |
|                                           |                                                               |                                                   | Communauté européenne du charbon et de l'acier (CECA) | Communauté européenne du charbon et de l'acier (CECA) | Communauté européenne du charbon et de l'acier (CECA) | Dissoute en 2002                    | Dissoute en 2002               | Dissoute en 2002                            |                                             | Union européenne (UE)                     | Union européenne (UE)                 |                                            |                                            |  |  |  |  |  |  |  |  |
|                                           |                                                               |                                                   | Communauté économique européenne (CEE)                | Communauté économique européenne (CEE)                | Communauté économique européenne (CEE)                |                                     |                                | Communauté européenne (CE)                  | Communauté européenne (CE)                  | Union européenne (UE)                     | Union européenne (UE)                 |                                            |                                            |  |  |  |  |  |  |  |  |
|                                           |                                                               | TREVI                                             | TREVI                                                 | Justice et affaires intérieures (JAI)                 |                                                       |                                     |                                | Communauté européenne (CE)                  | Communauté européenne (CE)                  | Union européenne (UE)                     | Union européenne (UE)                 |                                            |                                            |  |  |  |  |  |  |  |  |
|                                           | Coopération policière et judiciaire en matière pénale (CPJMP) | TREVI                                             | TREVI                                                 | Justice et affaires intérieures (JAI)                 |                                                       |                                     |                                |                                             |                                             | Union européenne (UE)                     | Union européenne (UE)                 |                                            |                                            |  |  |  |  |  |  |  |  |
|                                           | Coopération politique européenne (CPE)                        | Politique étrangère et de sécurité commune (PESC) | Politique étrangère et de sécurité commune (PESC)     | Politique étrangère et de sécurité commune (PESC)     | Politique étrangère et de sécurité commune (PESC)     |                                     |                                |                                             |                                             | Union européenne (UE)                     | Union européenne (UE)                 |                                            |                                            |  |  |  |  |  |  |  |  |
| Union occidentale (UO)                    | Union occidentale (UO)                                        | Union de l'Europe occidentale (UEO)               | Union de l'Europe occidentale (UEO)                   | Union de l'Europe occidentale (UEO)                   | Union de l'Europe occidentale (UEO)                   | Union de l'Europe occidentale (UEO) |                                |                                             |                                             |                                           | Union européenne (UE)                 |                                            |                                            |  |  |  |  |  |  |  |  |
| Union occidentale (UO)                    | Union occidentale (UO)                                        | Union de l'Europe occidentale (UEO)               | Union de l'Europe occidentale (UEO)                   | Union de l'Europe occidentale (UEO)                   | Union de l'Europe occidentale (UEO)                   | Union de l'Europe occidentale (UEO) | Dissoute en 2011               |                                             |                                             |                                           |                                       |                                            |                                            |  |  |  |  |  |  |  |  |
|                                           |                                                               |                                                   |                                                       |                                                       |                                                       |                                     |                                |                                             |                                             |                                           |                                       |                                            |                                            |  |  |  |  |  |  |  |  |

## Buts et résultats
L'objectif principal de la CEE, comme le présente son préambule, était « d'établir les fondements d'une union sans cesse plus étroite entre les peuples européens » et « d'assurer par une action commune le progrès économique et social en éliminant les barrières qui divisent l'Europe ». Pour cela, trois éléments étaient prévus :
1. une union douanière assortie d'un tarif extérieur commun (TEC)[15] ;
2. des politiques communes en matière d'agriculture, de transports et de commerce extérieur[15] ;
3. les possibilités d'adhésion à la CEE d'autres États européens[15].

En ce qui concerne l'union douanière, le traité prévoyait une réduction de 10 % des tarifs douaniers et une augmentation de 20 % des quotas d'importation. Les progrès de l'Union douanière se firent plus rapidement que les 12 ans initialement prévus, cependant la France a subi quelques rechutes en raison de la guerre d'Algérie.
La CEE avait pour mission de dépasser l'approche sectorielle (celle du charbon et de l'acier) pour étendre l'intégration à tout le domaine économique afin de créer un véritable marché commun et un rapprochement économique des États membres. Cela passait par la libre circulation des personnes (convention de Schengen), des biens, des capitaux et des services; par l'abolition des restrictions douanières entre ses membres; par l'instauration d'une politique agricole commune (PAC), etc.
Elle laissait également déjà entrevoir une Union économique et monétaire, la zone euro.

## Membres

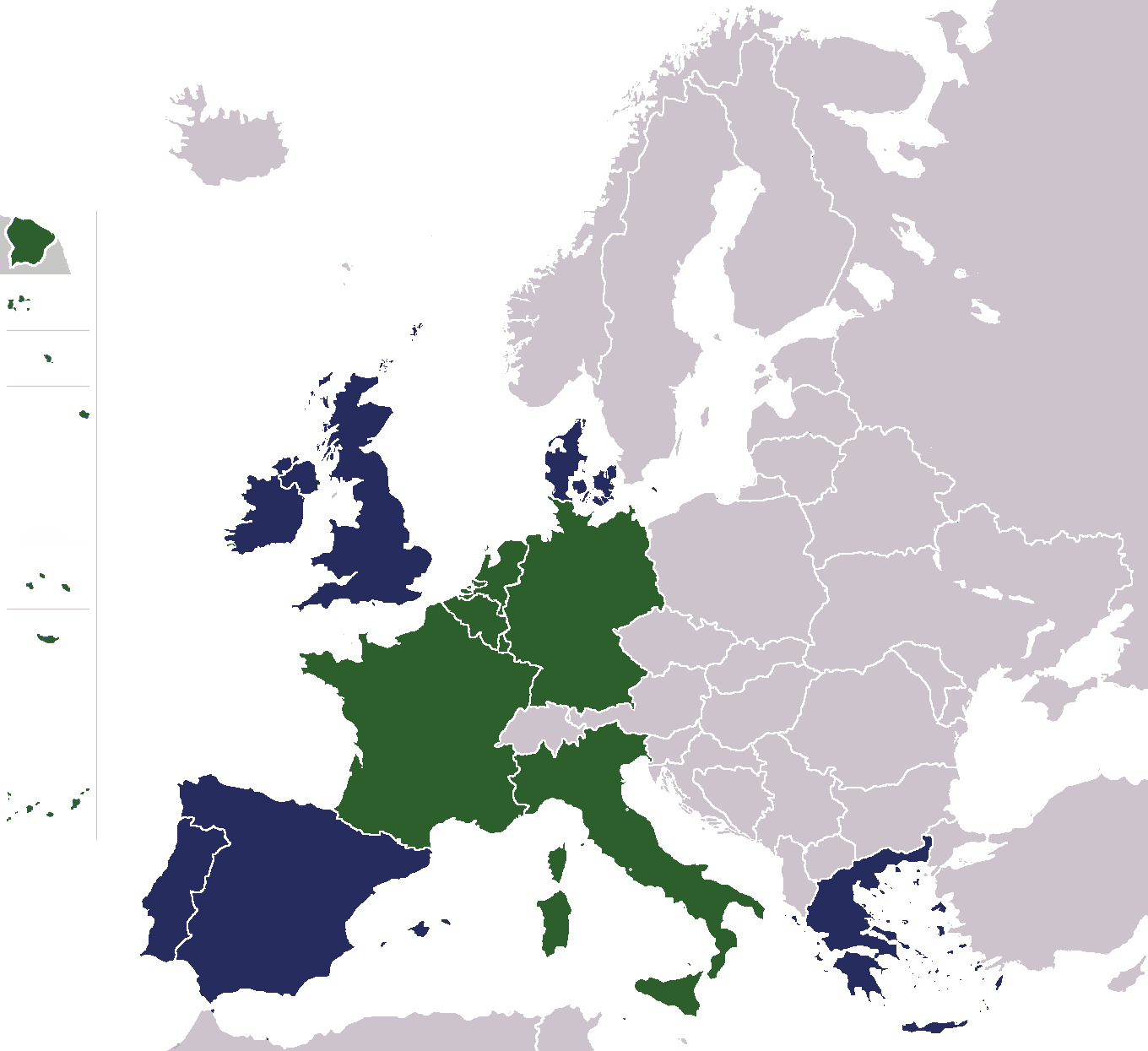
En vert, les membres fondateurs,
en bleu, les autres membres.

Les membres fondateurs de la CEE, de même que des deux autres communautés sont au nombre de six, par opposition aux sept États fondateurs de l'AELE. Ces six pays fondateurs sont l'Allemagne de l'Ouest, le Benelux (c'est-à-dire la Belgique, le Luxembourg et les Pays-Bas), la France et l'Italie. Le premier élargissement a lieu en 1973, avec l'adhésion du Danemark, de l'Irlande et du Royaume-Uni. La Grèce, l'Espagne et le Portugal la rejoignent durant les années 1980. Après la création de l'Union européenne en 1993, elle s'élargit à quinze autres pays en 2007.
| État                 | Fondation    | État        | Adhésion         |
| -------------------- | ------------ | ----------- | ---------------- |
| Allemagne de l'Ouest | 25 mars 1957 | Royaume-Uni | 1er janvier 1973 |
| Belgique             | 25 mars 1957 | Danemark    | 1er janvier 1973 |
| France               | 25 mars 1957 | Irlande     | 1er janvier 1973 |
| Italie               | 25 mars 1957 | Grèce       | 1er janvier 1981 |
| Luxembourg           | 25 mars 1957 | Espagne     | 1er janvier 1986 |
| Pays-Bas             | 25 mars 1957 | Portugal    | 1er janvier 1986 |

Les États membres sont représentés dans chaque institution. Le Conseil est composé des ministres nationaux qui représentent leur gouvernement national. Chaque État a aussi droit à un Commissaire européen, bien que ces derniers ne sont pas supposés représenter leurs intérêts nationaux mais ceux de la Communauté. Avant 2004, les membres les plus étendus (Allemagne, France, Italie et Royaume-Uni) avaient deux commissaires. Au Parlement européen, le partage des sièges se fait en fonction de la population, cependant, depuis les élections européennes de 1979, les eurodéputés sont élus directement et ils siègent non plus en fonction de leur pays d'origine mais en fonction de leurs idées politiques. La plupart des autres institutions, dont la Cour de justice des Communautés européennes, possèdent une certaine forme de division nationale de ses membres.

## Institutions
La CEE disposait de ses propres institutions :
- la Commission : organe exécutif supranational. Elle sera fusionnée en 1967 avec les exécutifs de la CECA et de l'EURATOM en une commission unique, la Commission européenne ;
- un Conseil des ministres : organe intergouvernemental ;
- une Assemblée parlementaire commune aux trois communautés (CECA, CEE, EURATOM) qui était composée de représentants nationaux désignés par leur parlement. Basée à Strasbourg, cette assemblée deviendra plus tard le Parlement européen ;
- une Cour de justice, basée à Luxembourg ;
- la Cour des comptes européenne créée en 1975.

Le Conseil représente les gouvernements, le Parlement représente les citoyens et la Commission représente les intérêts européens. Le Conseil, le parlement ou un autre parti dépose une demande de législation à la Commission. La commission la rédige et la présente au Conseil pour qu'elle soit approuvée et au Parlement pour obtenir son opinion (dans certains cas il peut y avoir un veto, suivant la procédure législative en usage). Le devoir de la Commission est d'assurer le fonctionnement quotidien de l'Union et d'amener devant la Cour de justice ceux qui ne se soumettent pas. À la suite du traité de Maastricht en 1993, ces institutions sont devenues celles de l'Union européenne, quoique limitées dans certains secteurs en raison de la structure en piliers. Néanmoins, le Parlement a gagné des pouvoirs sur la Commission en ce qui concerne la législation et la sécurité. La Cour était l'autorité judiciaire la plus importante, résolvant les disputes au sein de la Communauté, tandis que la Cour des comptes n'avait d'autres pouvoirs que celui d'enquêter.

### Contexte

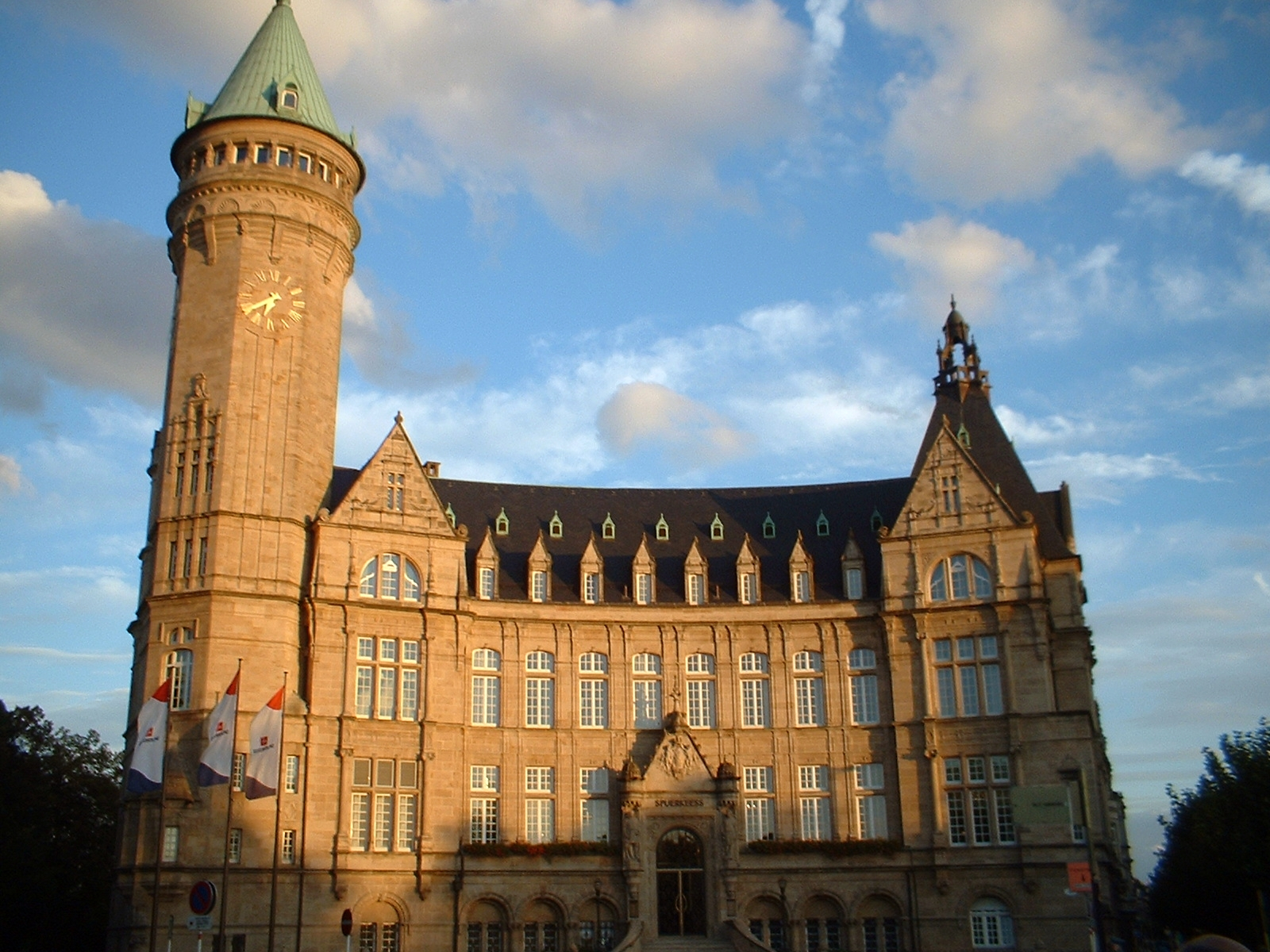
La Haute Autorité avait plus de pouvoir que la Commission qui l'a remplacée.

La CEE a hérité de certaines institutions de la CECA parmi lesquelles Assemblée commune et la Cour de justice de la CECA (dont les autorités avaient été étendues à la CEE et à l'Euratom). Toutefois la CEE, et l'Euratom, possédaient des corps exécutifs différents de ceux de la CECA. À la place du Conseil des ministres de la CECA se trouvait le Conseil de la Communauté économique européenne, et à la place de la Haute Autorité se trouvait la Commission des Communautés européennes.
En vertu du traité de fusion en 1967, les exécutifs de la CECA et de l'Euratom fusionnèrent dans ceux de la CEE, créant ainsi une unique structure institutionnelle pour diriger les trois Communautés séparément. Dès lors, le terme de Communautés européennes a été utilisé pour les institutions (par exemple, la Commission de la Communauté économique européenne est devenue Commission des Communautés européennes),,.

### Conseil
Le Conseil des Communautés européennes était un organisme détenant les pouvoirs législatifs et exécutifs ; il s'agissait donc de l'organe décisionnel principal de la Communauté. Sa Présidence changeait d'États tous les six mois. Il est lié au Conseil européen, qui est une réunion informelle des dirigeants nationaux (depuis 1961) sur la même base que le Conseil.
Le conseil était composé des ministres nationaux de chaque État. Toutefois sa forme variait suivant le sujet abordé lors des réunions. Ainsi, si l'agriculture était le sujet de la réunion, alors le Conseil était composé de ministre de l'agriculture. Les votes se faisaient soit à la majorité (avec des voix attribuées en fonction de la population), soit à l'unanimité.

### Commission
La Commission des Communautés européennes était l'organe exécutif de la communauté, rédigeant les lois communautaires, traitant du fonctionnement quotidien de la communauté et soutenant les traités. Il a été conçu pour être indépendant et pour représenter l'intérêt communautaire. Cependant, il était composé de représentants nationaux (deux pour les grands États, un pour les plus petits). Un des membres était nommé Président par le Conseil. Il présidait et représentait la Commission.

### Parlement

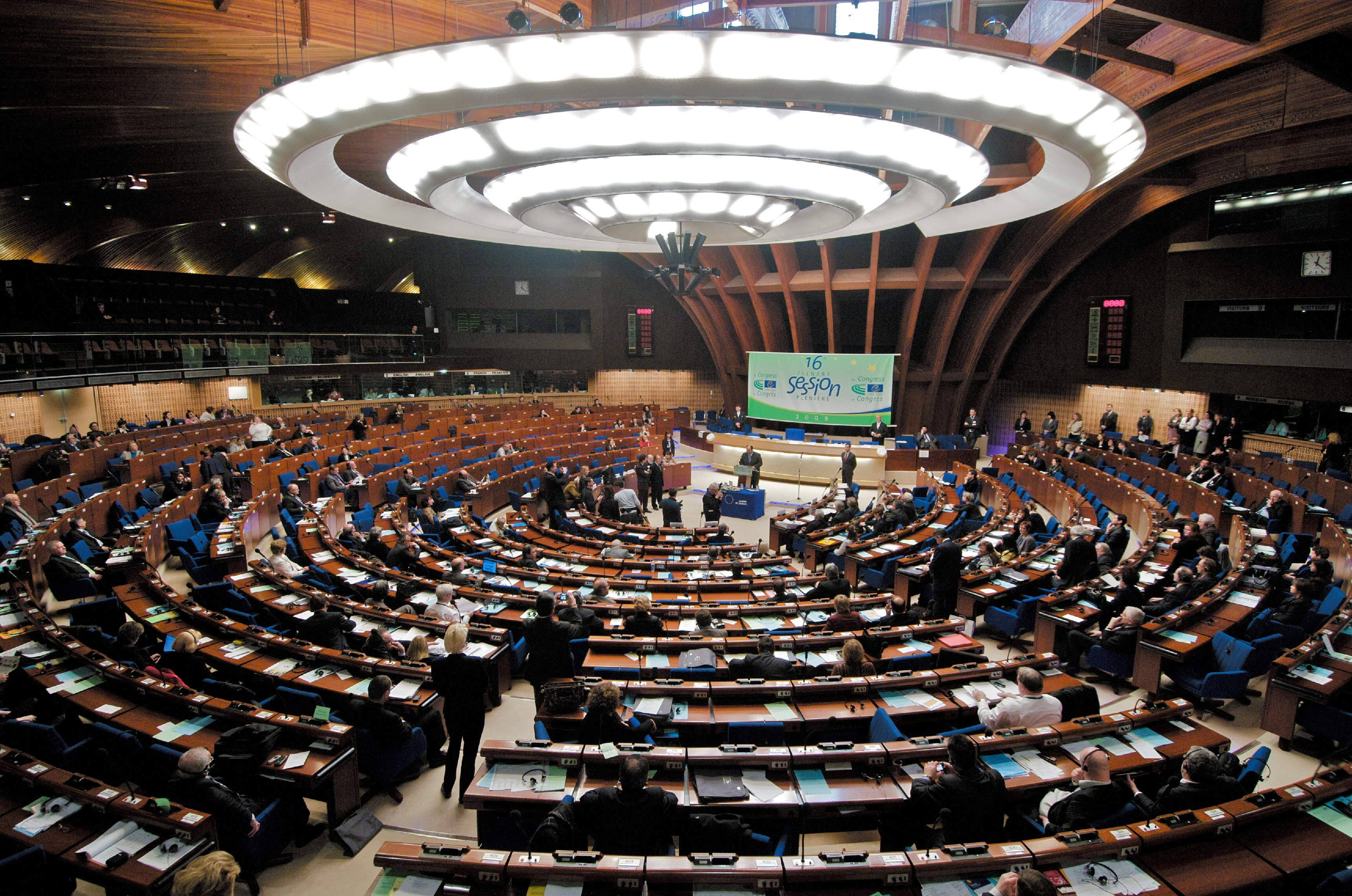
Le Parlement européen tient sa première élection en 1979.

Sous la Communauté, le Parlement européen (anciennement Assemblée parlementaire européenne) avait un rôle consultatif au Conseil et à la Commission. Il y avait un certain nombre de procédures législatives communautaires, au début uniquement la procédure de consultation, ce qui signifiait que le Parlement devait être consulté, bien qu'il fût souvent ignoré. L'Acte unique européen donna plus de pouvoir au Parlement, notamment l'avis conforme qui lui donna le droit de veto sur les propositions, et la procédure de coopération qui lui conférait des pouvoirs égaux au Conseil.
En 1970 et 1975, les traités de l'Union européenne donnèrent au Parlement le pouvoir en ce qui concerne le budget de l'Union européenne. Les membres de Parlement, jusqu'à 1979, était des députés nationaux étant à temps partiel au Parlement. Le TCEE prévoyait la tenue d'élections au Parlement dès que le Conseil aurait trouvé un système de vote, mais ce fut retardé jusqu'en 1979 (voir Élections européennes de 1979). Après cela, les élections se tenaient tous les cinq ans.

### Cour de justice
La Cour de justice des Communautés européennes était la haute cour en matière de droit communautaire et était composé d'un juge par État et d'un président élu parmi eux. Son rôle était d'assurer l'application du droit communautaire de façon identique dans tous les États et d'arranger les litiges entre des institutions ou des États. Elle est devenue une institution puissante puisque les normes communautaires prévalent sur les normes nationales.

### Cour des comptes
La cinquième institution est la Cour des comptes européenne. Elle s'assure que les fonds du contribuable au Budget communautaire sont correctement dépensés. La cour a fourni un rapport d'audit pour chaque exercice financier au Conseil et au Parlement et donne des avis et des propositions en ce qui concerne la législation financière et des actions anti-fraude. C'est la seule institution qui n'est pas mentionnée dans les traités initiaux. Elle en est devenue une en 1975.

### Lectures approfondies
- Jean Monnet, Prospect for a New Europe (1959).
- Béla Balassa, The Theory of Economic Integration (1962).
- Walter Hallstein, A New Path to Peaceful Union (1962).
- Paul-Henri Spaak, The Continuing Battle: Memories of a European (1971).